# 第二共和國 (大韓民國)
第二共和國（：／），是大韓民國於1960年6月15日至1961年5月16日間存在的短命民主政權。此政權繼承了第一共和國，改為實行議會内閣制，尹潽善為總統、張勉為国務總理就任，但期間韓國政治及經濟一直處於混乱狀態，不久後便被陸軍少將朴正熙所發動的五一六軍事政變推翻、被其成立的軍政府所取代，共計只存在了約11個月。